# Jesjua Angoy i Cruijff
Jesjua Andrea Angoy i Cruijff (Barcelona, 11 maart 1993), vaak geschreven als Jesjua Angoy-Cruijff, is een voormalig Spaans profvoetballer van Nederlandse afkomst. Hij is de kleinzoon van Johan Cruijff.

## Voetbalcarrière
Jesjua Andrea Angoy i Cruijff werd in 1993 geboren in Barcelona als zoon van Jesús Angoy en Chantal Cruijff. In 2008 trad Angoy-Cruijff op 16-jarige leeftijd toe bij de cantera van FC Barcelona. Hier sloot hij aan bij de Juvenil B, in het team dat werd geleid door Sergi Barjuán. Als derde voetballer binnen de familie Cruijff, krijgt Angoy-Cruyff al vlug de bijnaam Cruijff III. In de zomer van 2011 werd bekend dat FC Barcelona het contract van Jesjua niet zou verlengen. Hierop verruilde hij La Masía voor de jeugdopleiding van de Engelse club Wigan Athletic. In een bekerwedstrijd tegen Preston North End FC maakte Angoy-Cruyff een prachtig doelpunt in de rechterbovenhoek, dat vervolgens uitbelicht werd door diverse internationale media. In Engeland speelde hij alleen voor het beloftenelftal van The Latics, waardoor hij in juli 2013 zonder veel succes vertrok naar FC Lausanne-Sport in Zwitserland. In april 2014 tekende Angoy-Cruyff een driejarig contract bij de Amerikaanse voetbalclub Dayton Dutch Lions.

### Dayton Dutch Lions
Op 16 april 2014 tekende Angoy-Cruyff een profcontract bij Dayton Dutch Lions FC. Hij kreeg van hoofdtrainer Sid van Druenen het rugnummer 14 toegewezen, het rugnummer dat in de voetbalwereld onlosmakelijk is verbonden met zijn grootvader Johan Cruijff. Hij maakte zijn competitiedebuut op 19 april 2014 tegen Harrisburg City Islanders (1-0 winst). Op 14 mei 2014 scoorde hij zijn eerste doelpunt in dienst van Dayton, in een bekerwedstrijd tegen Schwaben AC. In zijn debuutseizoen voor The Lions speelde hij zeventien competitiewedstrijden en twee bekerwedstrijden, waarin hij eenmaal wist te scoren.
Voor het seizoen 2015 verzocht de clubleiding de voetbalbond van de Verenigde Staten om vrijwillig af te zakken naar de USL Premier Development League. Omdat Dayton Dutch Lions FC zich daarmee terugtrekt uit het betaald voetbal, mag Angoy-Cruyff vervolgens als professioneel voetballer transfervrij vertrekken ondanks zijn doorlopend contract. Op 27 augustus tekende hij een contract bij CF Reus Deportiu in zijn geboorteland, waar hij eerst zal worden uitgeleend aan promovendus CD Morell.

### CD Morell
Jesjua Angoy-Cruyff speelt gedurende het seizoen 2015/2016 op huurbasis voor CD Morell, dat onder leiding staat van hoofdtrainer Joan Pallarès. Bij de kampioen van de Catalaanse Primera Divisió sluit hij zich aan bij een selectie die is aangevuld met aangetrokken spelers uit de jeugdopleidingen van FC Barcelona, Villarreal CF en Gimnàstic de Tarragona en geleende spelers van zusterclub CF Reus Deportiu, om aansluiting te vinden bij het niveau van de Tercera División.
Omdat de internationale overschrijving tijd nam, was Cruyff III pas vanaf de vijfde speeldag speelgerechtigd voor officiële wedstrijden. Op 11 oktober 2015 maakte Angoy-Cruyff zijn debuut voor Els Morellencs, toen hij inviel in een competitiewedstrijd tegen CD Masnou. Sindsdien werd hij gekweld door een zware hernia en zou hij de rest van het seizoen niet meer in actie komen. Toekijkend vanaf de zijlijn, kon hij niet voorkomen dat de club zou degraderen. Hoewel Angoy-Cruyff ervoor koos een tweede seizoen te blijven bij CD Morell, ging het bergafwaarts met de sportieve prestaties van Els Morellencs. De club kende een sportieve neergang en degradeerde wederom. Angoy-Cruyff speelde dat seizoen zeven wedstrijden, waardoor hij over twee teleurstellende seizoenen in totaal acht wedstrijden voor CD Morell zou spelen. In de zomer van 2017 maakte Cruijff binnen Catalonië de overstap naar de voetbalclub CF Suburense.

### CF Suburense
Vanaf het seizoen 2017/18 speelt Cruijff voor CF Suburense, dat uitkomt in de Segunda Catalana, het tweede niveau in Catalonië. Hij maakte zijn debuut op 3 september voor Suburense in de competitiewedstrijd tegen Atlètic Sant Just FC (1-1 gelijkspel). Hij speelde dat seizoen 5 wedstrijden en pakte daarin 2 gele kaarten en 1 rode kaart. Op 15 april 2018 speelde hij zijn laatste wedstrijd tegen Molins de Rei CF (5-2 verlies).

### Einde loopbaan
In 2018 stopte Cruijff met voetballen.

## Statistieken
| Seizoen         | Club               | Competitie               | Competitie | Competitie | Beker¹ | Beker¹ | Internationaal | Internationaal | Totaal | Totaal |
| Seizoen         | Club               | Competitie               | Wed.       | Dlp.       | Wed.   | Dlp.   | Wed.           | Dlp.           | Wed.   | Dlp.   |
| --------------- | ------------------ | ------------------------ | ---------- | ---------- | ------ | ------ | -------------- | -------------- | ------ | ------ |
| 2014            | Dayton Dutch Lions | USL Pro                  | 17         | 0          | 2      | 1      | –              | –              | 19     | 1      |
| Club totaal     | Club totaal        | Club totaal              | 17         | 0          | 2      | 1      | 0              | 0              | 19     | 1      |
| 2015/16         | CF Reus Deportiu   | Segunda División B       | 0          | 0          | 0      | 0      | –              | –              | 0      | 0      |
| Club totaal     | Club totaal        | Club totaal              | 0          | 0          | 0      | 0      | 0              | 0              | 0      | 0      |
| 2015/16         | → CD Morell        | Tercera División         | 1          | 0          | 0      | 0      | –              | –              | 1      | 0      |
| 2016/17         | → CD Morell        | Primera Divisió Catalana | 7          | 0          | 0      | 0      | –              | –              | 7      | 0      |
| Club totaal     | Club totaal        | Club totaal              | 8          | 0          | 0      | 0      | 0              | 0              | 8      | 0      |
| 2017/18         | CF Suburense       | Segona Catalana          | 5          | 0          | 0      | 0      | –              | –              | 5      | 0      |
| Club totaal     | Club totaal        | Club totaal              | 5          | 0          | 0      | 0      | 0              | 0              | 5      | 0      |
| Carrière totaal | Carrière totaal    | Carrière totaal          | 30         | 0          | 2      | 1      | 0              | 0              | 32     | 1      |

¹ Lamar Hunt US Open Cup (Dutch Lions), Copa Catalunya (CD Morell) 
Bijgewerkt t/m 10 februari 2019.

## Persoonlijk
- Jesjua komt uit een ware voetbalfamilie, zijn grootvader Johan voetbalde en was voetbaltrainer en zijn oom Jordi en zijn vader Jesús Angoy zijn ook actief in de voetbalwereld. Zijn jongste broertje Jordan speelt in de jeugdteams van UE Sitges.[22] Zijn overgrootvader Cor Coster was werkzaam als voetbalmakelaar. Zijn jongere broer Gianluca is actief in de paardensport als springruiter.[23] Ook is hij een achterneef van de socialite Estelle Cruijff.
- Jesjua Andrea Angoy i Cruijff is de zoon van Jesús Angoy en Chantal Cruijff. Zoals gebruikelijk in Catalonië, wordt bij de burgerlijke stand behalve de achternaam van de vader (Angoy) ook de achternaam van de moeder (Cruijff) in de volledige naam opgenomen.[24] In navolging van zijn grootvader, wordt de achternaam van zijn moeder, Cruijff, vaak geïnternationaliseerd tot Cruyff, met een y.[25] Om praktische redenen wordt hij binnen de voetballerij Jesjua Angoy-Cruyff genoemd.